# イエス賛歌

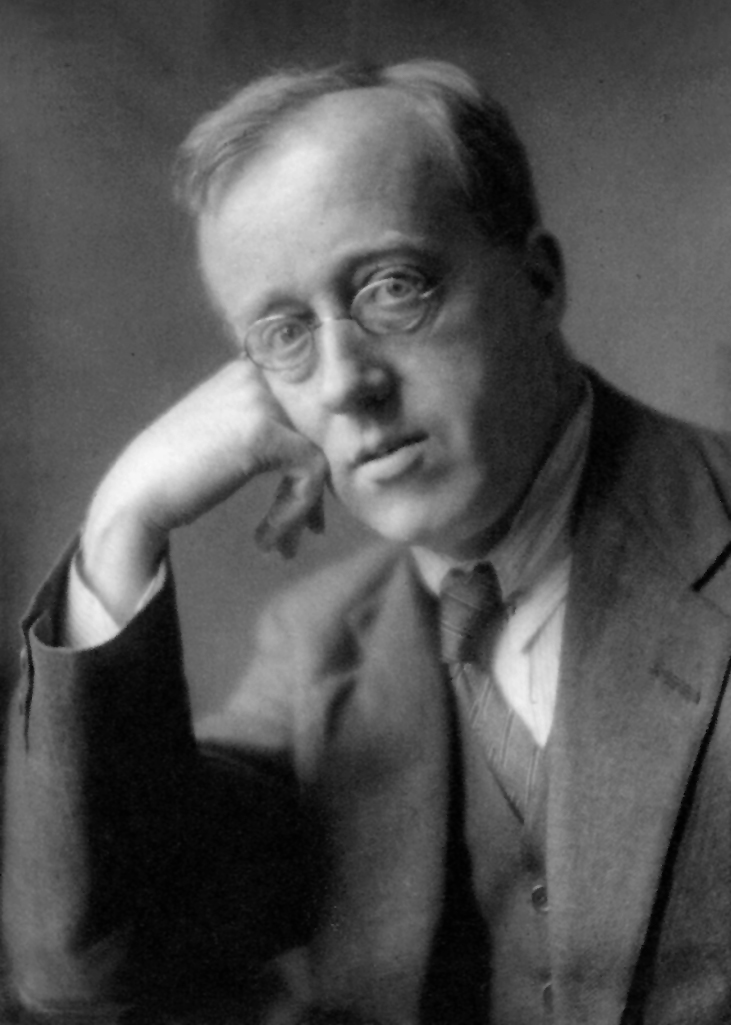
グスターヴ・ホルスト、1921年頃。

『イエス賛歌』（イエスさんか、英語: The Hymn of Jesus）H.140 作品37 は、グスターヴ・ホルストが2群の合唱、小合唱と管弦楽のために作曲した宗教曲。1917年から1919年にかけて作曲され1920年に初演された、ホルスト作品でも指折りの人気と評価を獲得した作品である。2つの部分に分かれており、前奏曲では単旋聖歌『Pange lingua』と『Vexilla regis』（いずれもヴェナンティウス・フォルトゥナトゥスのテクストによる）がはじめ器楽により、次いで合唱によって提示される。第2の部分である賛歌では外典福音書のヨハネ言行録（英語版）からイエス賛歌を作曲者自身が翻訳したものが用いられている。

## 概要
本作のはじまりはホルストのプロとしての人生を遡ることになる。彼は友人のレイフ・ヴォーン・ウィリアムズが『The English Hymnal』（1906年）を編纂するのを手伝う中で、今回前奏曲に用いた単旋聖歌を学んでいった。本作に登場する様々な主題要素はこれまでにも『神秘的なトランペット吹き』（1904年）、『リグ・ヴェーダからの合唱讃歌』（1909年）、『ディオニソス讃歌』（1913年）、『惑星』（1914年-1916年）に現れていた。彼は舞踏の起源は原始の宗教儀式に遡ることができると長年信じていた。1916年に伝統的キャロルである『明日はわたしが踊る日』へ曲（英語版）を付した際にもこのことが念頭にあり、同作品ではキリストの務めが舞踏であると表現された。
同趣向のテクストを探したホルストは、神智学者のジョージ・ロバート・ストウ・ミード編の外典福音書ヨハネ言行録（英語版）から一節を選び出した。そこでは最後の晩餐の後にキリストと彼の弟子たちが円になって踊りながら歌われる言葉が明瞭に示される。「Ye who dance not, know not what we are knowing」（踊らぬ者たち、我らが知っているのを知らず）という言葉である。彼の古代ギリシア語に関する知識は乏しかったが、1917年の初頭にミード、ジェーン・ジョゼフ、クリフォード・バックスの手を借りつつ、この讃美歌の彼自身による翻訳を生み出した。さらにある修道院を訪れた彼は、本作の前奏曲に用いることになる単旋聖歌である『Pange lingua』と『Vexilla regis』の適切な区切りを調査している。最終的に1917年の夏になって本作の作曲に着手したホルストであったが、サロニカでの従軍に中断された結果、完成は1919年へとずれ込むことになった。

## 出版と初期の演奏
本作は1919年に英国音楽カーネギー・コレクション（英語版）の一環として、カーネギー英国財団の代理としてステイナー・アンド・ベル社から出版される作品に選ばれた。これは、同年におけるイギリスの作曲家による芸術音楽への貢献の中でも、屈指の価値の高い貢献であるとして作品が認められたという栄誉であった。このカーネギー版は数度の重版を経て、1923年までには8500部を売り上げた。
1920年3月10日、作曲者自身がタクトを握り王立音楽大学の学生たちによる演奏が行われた。最初の公開演奏が行われたのは2週間後の3月25日、会場はクイーンズ・ホールで、ロイヤル・フィルハーモニー管弦楽団とフィルハーモニー合唱団の演奏、指揮は同じくホルストであった。この演奏時には合唱団は曲の独特のリズムを掌握しきれていなかったが、聴衆は熱狂して大きな叫び声をあげた。一方、2度目の演奏は失敗に終わった。本作を献呈されたヴォーン・ウィリアムズは「立ち上がって全員を抱擁し、それから酔いたかった」と述べた。それから数年のうちに本作は多くの演奏機会を得ることが出来た。1921年、続いて1927年にもスリー・クワイア・フェスティバルで取り上げられ、1922年にはロイヤル・アルバート・ホールにおいて、ヒュー・アレンが指揮するロイヤル・コーラル・ソサエティによっても演奏されている。米国初演は1923年のアナーバー五月祭で行われ、放送初演は1924年にサザーク大聖堂からBBCによって中継された。

## 楽器編成
2群の混声合唱、女声の小合唱、フルート3（ひとりはピッコロ持ち替え）、オーボエ2、コーラングレ、クラリネット2、ファゴット2、ホルン4、トランペット2、トロンボーン3、打楽器（奏者は1人 - スネアドラム、バスドラム、タンバリン、シンバル）、ピアノ、チェレスタ、オルガン、弦五部。
ホルストは次のような指示も行っている。「2群の合唱はちょうど同じ人数とし、可能であれば十分に分かれて配置されなければならない。小合唱はその上部に、十分に距離を取って配置する。もしオーケストラから離れすぎてしまうようであれば、弱音のハーモニウムによるサポートを行っても構わない。」2群の合唱と女声の小合唱、ピアノと弦楽合奏のための異版も存在する。

## 評価
本作の成功はあまりにも大きく作曲者自身も困惑するほどであった。彼は聖書から「すべての人にほめられるとき、あなたがたは不幸である」という一節を引用している。王立音楽大学での最初の演奏に参加した奏者の1人はこう回想している。「多くの者にとってこの作品はイングランドの独創的音楽のルネッサンスを告げるラッパの音のようであった。我々の一部にとってはそれを遥かに上回るもの、世界全体の音楽文化一般に対してイングランドの作曲が貢献者とたり得ると考えてもよい権利の証明のように思われた。」評論家のドナルド・フランシス・トーヴィーはホルストに対して「私は完全に打ちのめされました。もしこの曲を好まない者がいるとしたら、その者は人生を好まないのです」と伝えている。
『オブザーバー』紙は本作を評して「ここ数年で聞かれた合唱と管弦楽で表現された楽曲でも、屈指の華麗さ、屈指の誠実さを持つ作品」と述べた。『タイムズ』紙は次のように書いている。「本邦で長年にわたり生み出されてきた中でも疑いなく最も際立って独創的な合唱作品（中略）ホルスト氏は極めて大胆な和声様式で書いており、2群の合唱はときにこの上なく相反する和音を同時に奏でることになるが、表現の目指すところが偶発的な技術的効果よりも大きなものとして視界に保持されているがゆえ、テクスチュアが粗雑に聞こえることは全くない。」『スペクテイター』誌は本作を「神秘的な偉業、この作品は我々の合唱音楽の前列に位置付けられなければならない」とし、さらにホルストの音楽は「極めて良い血統を持ちつつ現代的」であると述べた。そこでは、ヘンリー・パーセルを彼の音楽の先祖のひとりであると引き合いに出し、ホルストのバッソ・オスティナートの使用によってそれは明らかであると論じた。王立音楽大学の奏者は上述の意見を引用して、本作は「誰にとっても、その表現の新規性がイングランドの偉大な合唱作品の伝統に深く根差しているように映った」とした。ホルスト自身は本作への影響としてトマス・ウィールクスのマドリガルを挙げたが、ホルスト学者のマイケル・ショートは本作中にこの主張を裏付けるものをあまり見出せていない。
本作が19世紀のイングランドのオラトリオの伝統に完全な断絶を突き付けるものであることは間違いないが、この後にストラヴィンスキーの『詩篇交響曲』やバーンスタインの『チチェスター詩篇』が発表されると、本作の革新性は低く見えるようになっていった。ある評論家はこう書いている。「作品の魔力は（中略）世紀の終わりまでには相当に減じており、おそらくそれはホルストが超常的なイエスが話しているのだということを敬虔にも思い出させ、我々の愉悦を邪魔するからではあるまいか。」にもかからわず、本作をこの時代の合唱作品の最高峰に挙げる者もおり、「圧倒的な宗教的賛美」の表現においては、マイケル・ティペットの言に依れば「ホルストは時代、地域、生まれを超越して、自身に真の先見の明があることを示してみせた」のであった。